# 安杰拉
安杰拉（義大利語：Angera），是意大利瓦雷泽省的一个市镇。总面积17平方公里，人口5667人，人口密度333.4人/平方公里（2009年）。国家统计（ISTAT）代码为012003。

## 友好城市
- 法國维维耶